# Fight Test
Fight Test è un EP del gruppo musicale statunitense The Flaming Lips, pubblicato nel 2003.

## Tracce
1. Fight Test – 4:08 (Wayne Coyne, Steven Drozd, Michael Ivins, Dave Fridmann)
2. Can't Get You out of My Head (live 5 agosto 2002 at KEXP, Seattle) – 4:06 (Cathy Dennis, Rob Davis)
3. The Golden Age (live 29 agosto 2002 at the CD101 "Big Room", Columbus, Ohio) – 3:12 (Beck Hansen)
4. Knives Out – 4:21 (Thom Yorke, Jonny Greenwood, Ed O'Brien, Phil Selway, Colin Greenwood)
5. Do You Realize?? (Scott Hardkiss Floating in Space Mix) – 9:06 (Coyne, Drozd, Ivins, Fridmann)
6. The Strange Design of Conscience – 4:31 (Coyne, Drozd)
7. Thank You Jack White (for the Fiber-Optic Jesus That You Gave Me) – 3:40 (Coyne, Drozd)